# قزانة الودع (تنجيم)

الودع المستخدم في قراءة الطالع

قزانة الودع أو الودع كما تسمى في موريتانيا هي نوع من التنجيم لمعرفة الطالع أو أسباب المشاكل أحيانا حيث أنها مهنة تمتهنها النساء في الغالب.
وأحيانا تكون نوعا من التسلية وتتم عملية قراءة الطالع عبر ضرب الودع أو تحريكه بشكل عشوائي ينتج عنه شكل يمكن لقارئ الودع أن يفسره ويستخرج منه الطالع.
عادة ما تكون المواضيع التي يبحث عنها من يذهبون إلى قارئي طالع الودع الرغبة في معرفة أسباب مشكلاتهم مع أزواجهم مثلا وأحيانا درجة حب الحبيب ودرجة إخلاص الصديق وغيرها وليس شرطا أن تكون متعلقة بالمستقبل بل قد تكون متعلقة بالماضي أو المستقبل أو مزيج منهما. ومن الطريف أن بعض قارئي الودع يشترطون أن توضع قطع النقود التي ستدفع لهم مع الودع حيث أنها تساعد في قراءة الطالع.

## روابط ذات صلة
- قزانة (تنجيم)
- الإنسان.. وشغفه بمعرفة المستقبل - تقرير عن القزانة والودع في موريتانيا على يوتيوب